# Diadié Diarra
Diadié Diarra (París, 23 de enero de 1993) es un futbolista francés, nacionalizado mauritano, que juega en la demarcación de defensa para el Lyon La Duchère de la Championnat National 2.

## Selección nacional
Hizo su debut con la selección de fútbol de Mauritania en un partido amistoso contra Argelia que finalizó con un resultado de 3-1 tras el gol de Moctar Sidi El Hacen para Mauritania, y de Sofiane Hanni, Baghdad Bounedjah y Nabil Bentaleb para Argelia.

## Clubes
| Club                 | País    | Año       | Partidos | Goles |
| -------------------- | ------- | --------- | -------- | ----- |
| FC Mantes            | Francia | 2010-2011 | 7        | 0     |
| Valenciennes FC II   | Francia | 2011-2013 | 30       | 2     |
| AC Amiens            | Francia | 2013-2014 | 19       | 1     |
| RC Épernay Champagne | Francia | 2014-2015 | 14       | 0     |
| AJ Auxerre II        | Francia | 2015-2016 | 23       | 0     |
| FC Gueugnon          | Francia | 2016-2017 | 22       | 3     |
| Stade Bordelais      | Francia | 2017-2018 | 3        | 0     |
| AC Amiens            | Francia | 2018      | 9        | 0     |
| CS Sedan Ardennes    | Francia | 2018-2020 | 18       | 1     |
| Canet Roussillon FC  | Francia | 2020-2021 | 12       | 1     |
| GOAL FC              | Francia | 2021-2022 | 23       | 1     |
| Lyon La Duchère      | Francia | 2022-     | 28       | 1     |